# Café Cubano

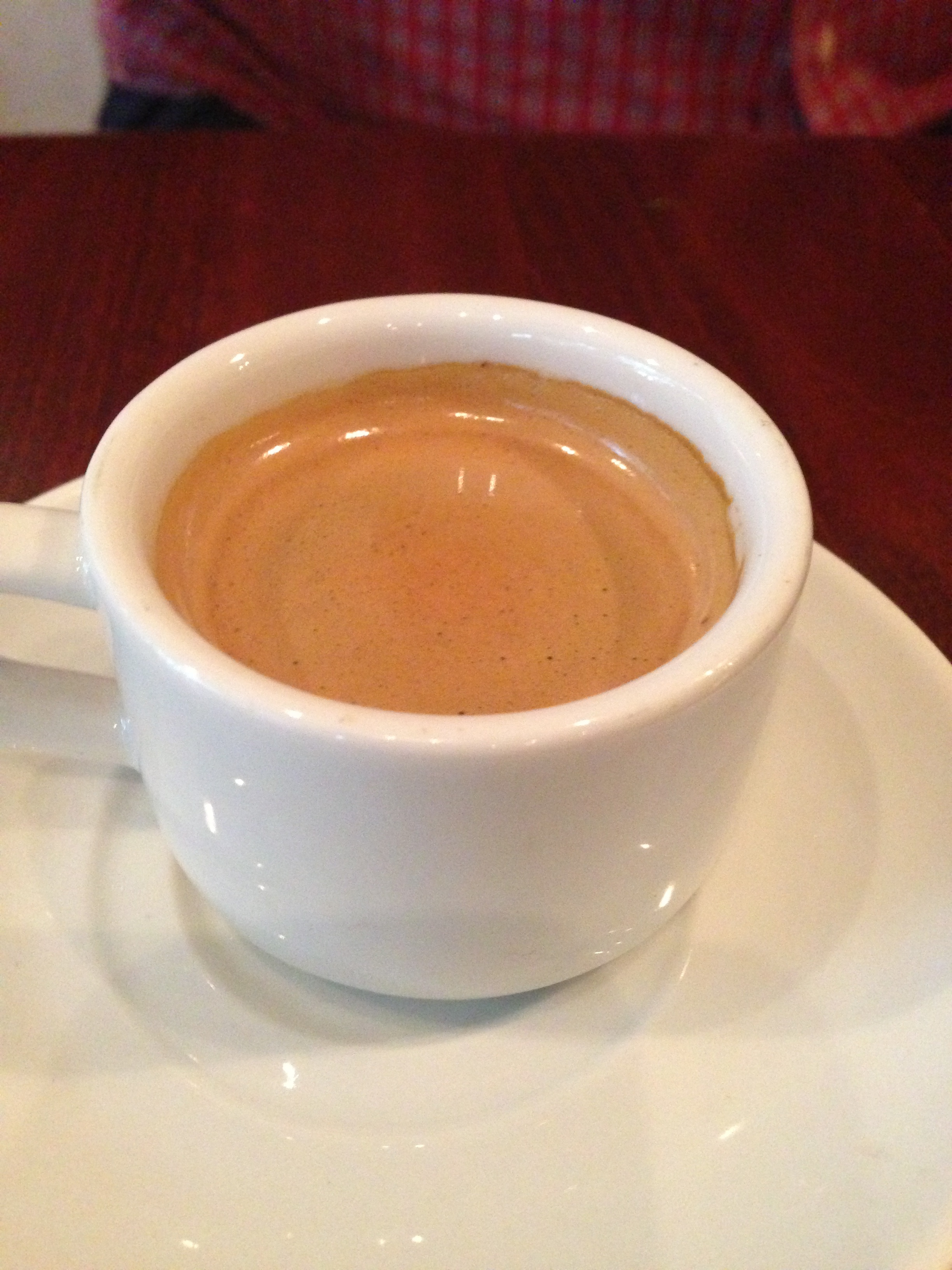
Cuban coffee

Café Cubano (Cuban coffee, Cuban espresso, cafecito, Cuban pull, Cuban shot) là một loại cà phê espresso có nguồn gốc từ Cuba sau khi máy pha cà phê được nhập khẩu đến đây từ Ý. Đây là một tách espresso được pha với đường demerara.
Uống café cubano hiện vẫn là một hoạt động văn hóa và xã hội nổi bật tại Cuba, Miami, Tampa và Keys, cũng như những cộng đồng người Cuba lưu vong. Café Cubano được bán tại hầu hết các quán cà phê tại Miami và Tampa, điều đó khiến nó trở thành một đồ uống địa phương và truyền thống.